# Rubus cissoides
Rubus cissoides är en rosväxtart som beskrevs av Allan Cunningham. Rubus cissoides ingår i släktet rubusar, och familjen rosväxter.

## Underarter
Arten delas in i följande underarter:
- R. c. coloratus
- R. c. subpauperatus
- R. c. pauperatus

## Bildgalleri

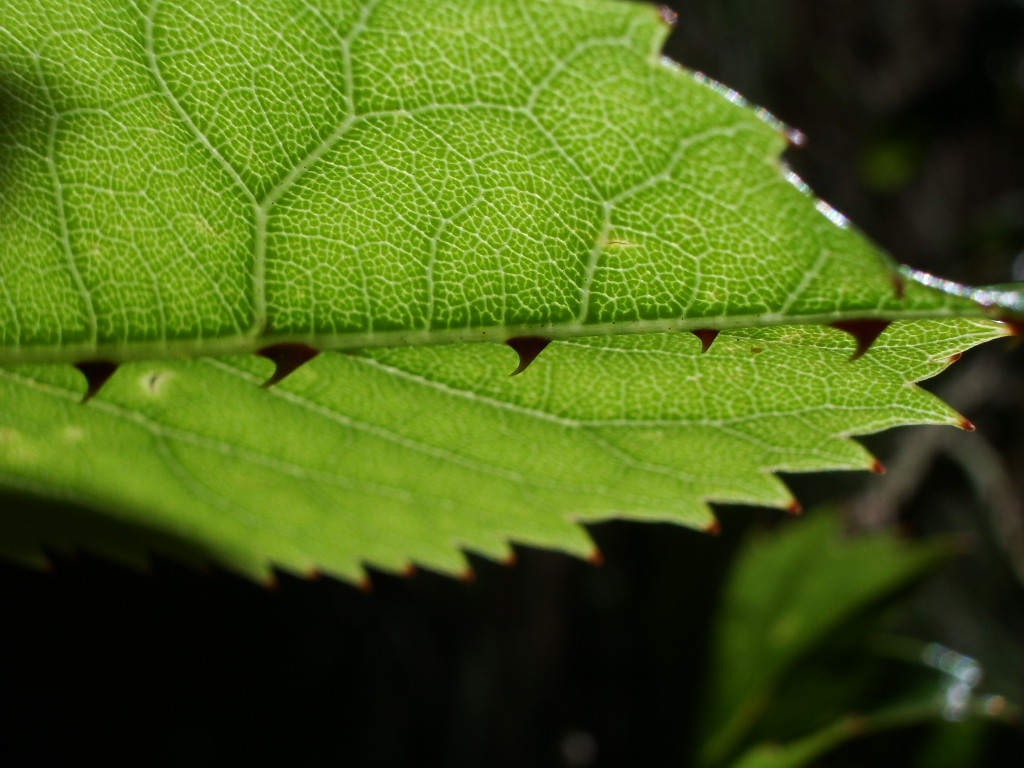
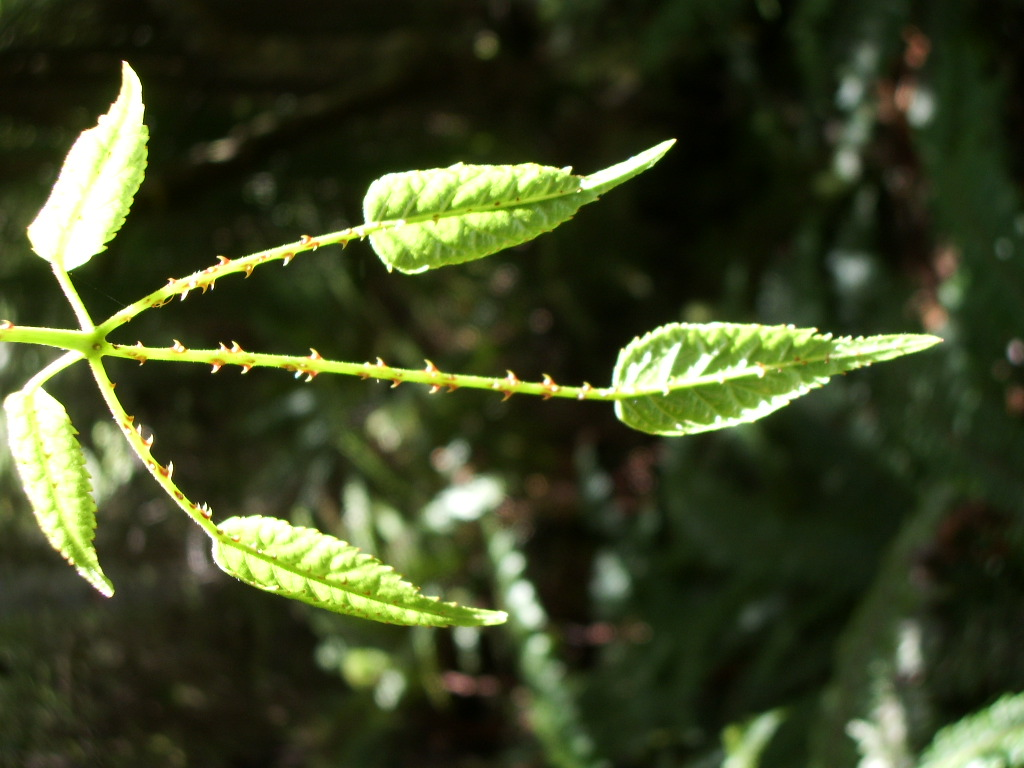